# Idaea ajmerensis
Idaea ajmerensis är en fjärilsart som beskrevs av Edward P. Wiltshire 1983. Idaea ajmerensis ingår i släktet Idaea och familjen mätare. Inga underarter finns listade i Catalogue of Life.